# Ritratto di giovane (del Sarto)
Il Ritratto di giovane è un dipinto eseguito da Andrea del Sarto tra il 1517 e il 1518. È conservato, nella National Gallery di Londra.

## Soggetto
Il soggetto del ritratto è di difficile identificazione. Si riteneva in passato che si trattasse di uno scultore, data la somiglianza dell'oggetto nelle sue mani con un blocco di marmo. Se invece l'oggetto fosse un libro, come suggerito da alcuni, sarebbe plausibile un'identificazione in Giovan Battista Puccini, protettore del pittore e dalla cui collezione il dipinto proviene; tuttavia all'epoca dell'esecuzione Puccini avrebbe avuto cinquantaquattro anni. Si è ipotizzato anche il nome di Paolo da Terrarossa, anch'egli protettore di Andrea del Sarto e commerciante di mattoni, dal quale potrebbe discendere una nuova ipotesi per l'oggetto nelle mani dell'uomo.